# 鰤/牙
鰤／牙（ぶりきば、1988年 - ）は、日本のライトノベル作家、漫画原作者。

## 人物
鰤(ブリ)の名前の由来は、「12・3年くらい前になるのだけど、当時ギルティギアをよく知らなかった僕に、友人が『このゲームにもブリっていうのが出てくるよ』と教えてくれて、まぁ可愛かったから僕は一生懸命練習した。おかげで新しい性癖への扉が開かれた」と語っている。

## 作品リスト

### 小説
- VRMMOをカネの力で無双する（2014年3月 - HJ文庫、既刊6巻） - イラスト：桑島黎音
  - VRMMOをカネの力で無双する THE ORIGIN（2014年12月 HJノベルス、既刊1巻） - イラスト：桑島黎音
- クラスまるごと人外転生（2015年11月 - HJノベルス、既刊2巻） - イラスト：すがのたすく
- ヒュプノスゲーム（2017年4月 カドカワBOOKS） - イラスト：AKIRA
- 辞令 王子征四郎、高校入学を命ず 30歳営業職のスクールライフやり直し（2019年4月 NOVEL 0） - イラスト：ハム
- 小説 OCTOPATH TRAVELER 〜八人の旅人と四つの道草〜（2019年7月 スクウェア・エニックス） - イラスト：生島直樹

### 漫画原作
- グランジェリー（2019年2月 - 2020年8月 角川コミックス・エース、全4巻） - 漫画： 夜桜エレル